# Catapotia kuhneli
Catapotia kuhneli là một loài bọ cánh cứng trong họ Endomychidae. Loài này được Mader miêu tả khoa học năm 1935.